# فرنسيس ر. ريس
فرنسيس ر. ريس (بالإنجليزية: Francis R. Reiss)‏ هو كاهن كاثوليكي أمريكي، ولد في 11 نوفمبر 1940 في ديترويت في الولايات المتحدة.